# We'll Run Away
«We'll Run Away» es una canción escrita por Brian Wilson y Gary Usher para la banda de rock estadounidense The Beach Boys, lanzada en su álbum All Summer Long de 1964. La canción es una balada de doo-wop en el tiempo de 12/8. Las letras son sobre una joven pareja que desea fugarse, y sus respectivos padres les advierten contra tal impulso.

## Composición
Nick Kent escribió que con "We'll Run Away", Brian Wilson y Gary Usher "se centraron" en cierto tipo de angustia adolescente que culminaría más plenamente en Wilson "Wouldn't It Be Nice". La publicación on line Rocksucker escribió: "We'll Run Away" es una cosa tan lánguida y bonita que es fácil pasar por alto, pero las repetidas escuchas revelan que es el tipo de maravilla pop inocente y romántica que tan a menudo marcó la salida temprana de The Beach Boys".

## Grabación
La canción fue grabada el 29 de abril y el 18 de mayo de 1964 en United Western Recorders. El historiador Andrew Doe señala que la fecha del 29 de abril puede haber sido erróneamente etiquetada.